# Diocèse d'El Obeid
Pour les articles homonymes, voir Obeid.
Le diocèse d'El Obeid, dont le siège est à El Obeid, est une juridiction de l'Église catholique romaine au Soudan. Il est suffragant de l'archidiocèse de Khartoum (no 2 sur la carte ci-contre) avec lequel il forme l'unique province ecclésiastique du Soudan.
Son siège se trouve à la cathédrale Notre-Dame-Reine-d'Afrique à El Obeid.
L'évêque actuel est Mgr Yunan Tombe Trille Kuku Andali.